# Grand hécatonicosachore étoilé
| Grand hécatonicosachore étoilé | Grand hécatonicosachore étoilé |
| ------------------------------ | ------------------------------ |
| Projection orthogonale         |                                |
| Type                           | Polychore de Schläfli-Hess     |
| Cellules                       | 120 {5,5/2}                    |
| Faces                          | 720 {5}                        |
| Arêtes                         | 720                            |
| Sommets                        | 120                            |
| Figure de sommet               | {5/2,5}                        |
| Symbole de Schläfli            | {5,5/2,5}                      |
| Diagramme de Coxeter-Dynkin    |                                |
| Groupe de symétrie             | H 4, [3,3,5]                   |
| Dual                           | auto-dual                      |
| Propriétés                     | Régulier                       |

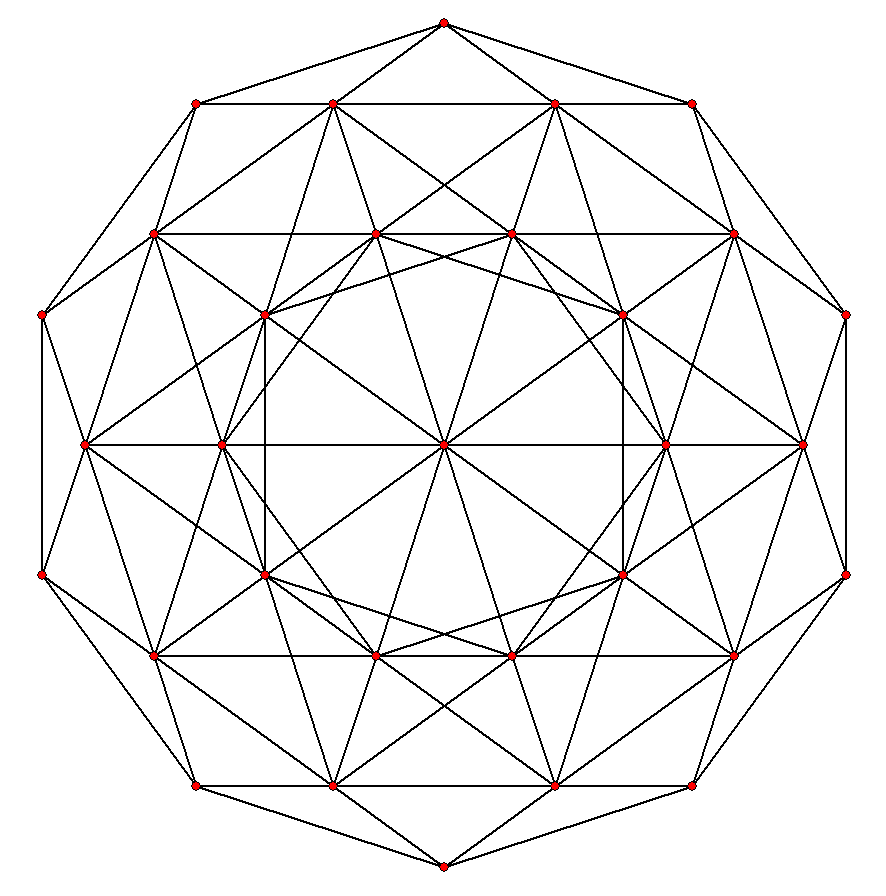
Projection orthogonale

En géométrie, le grand hécatonicosachore étoilé, ou hécatonicosachore 5,5/2,5, est un 4-polytope régulier étoilé ayant pour symbole de Schläfli {5,5/2,5}. C'est l'un des 10 polychores de Schläfli-Hess. C'est l'un des deux polytopes qui est son propre dual.

## Polytopes associés
Il a la même disposition d'arêtes (en) que l'hexacosichore et l'hécatonicosachore icosaédral, ainsi que la même disposition de faces que l'hécatonicosachore 5,3,5/2.
| H4   | -            | F4      |
| ---- | ------------ | ------- |
| [30] | [20]         | [12]    |
| H3   | A2 / B3 / D4 | A3 / B2 |
| [10] | [6]          | [4]     |

En raison de son auto-dualité, il n'a pas un bon analogue tridimensionnel, mais (comme tous les autres polyèdres et polychores étoilés) est analogue au pentagramme bidimensionnel.